# LGA 2011
LGA 2011 (inaczej Socket R) – gniazdo procesora wyprodukowane przez Intel i wydane 14 listopada 2011 roku. Miało zastąpić poprzednie produkty firmy Intel: LGA 1366, LGA 1156 oraz LGA 1155, dając jeszcze większą wydajność nowoczesnym komputerom i serwerom. Podstawka ma 2011 pinów, a oparta jest na chipsecie Intel® X79 Express. Socket R współpracuje z procesorami Intel Core i7 drugiej, trzeciej (seria 3xxx) i czwartej generacji (tylko wersje Extreme Edition) oraz Intel Xeon (seria E5). Nowa podstawka LGA 2011 oferuje m.in. czterokanałowy kontroler pamięci, eSATA i wprowadza nową i szybszą wersję PCI Express – PCI Express 3.0.